# Bank Deutsches Kraftfahrzeuggewerbe
Die Bank Deutsches Kraftfahrzeuggewerbe GmbH (BDK) ist eine herstellerunabhängige Spezialbank für das Kraftfahrzeuggewerbe mit Sitz in Hamburg. Sie wurde im Jahr 2000 unter Beteiligung des Zentralverbandes des Deutschen Kraftfahrzeuggewerbes e. V. gegründet. Die BDK ist in den Konzernverbund der Société Générale integriert und Mitglied im Bankenfachverband. Das Unternehmen bietet Finanzdienstleistungen im Automobil-Bereich für Autohäuser und deren Kunden an. Das Produktportfolio umfasst Fahrzeugfinanzierung, Fahrzeugleasing, Händlerrefinanzierung (Einkaufsfinanzierung), Versicherungen und weitere Services. Partner für das Leasingangebot ist die ALD Lease Finanz GmbH (ALD LF). BDK und ALD LF arbeiten in Personalunion.

## Geschichte
Im Jahr 2000 wurde die Bank Deutsches Kraftfahrzeuggewerbe gegründet. Die BDK ist eine Gemeinschaftsgründung von GEFA Gesellschaft für Absatzfinanzierung mbH (GEFA), TECHNO Versicherungsdienst GmbH und Beteiligungsgesellschaft des Kfz-Gewerbes mbH mit dem Zweck, Autohäusern Finanzdienstleistungen zur Verfügung zu stellen.
Aufgrund einer strategischen Neuausrichtung trennte sich die an der GEFA beteiligte Deutsche Bank 2001 von ihrem Investitionsfinanzierungs-, Leasing- und Fuhrparkmanagementgeschäft. Neuer Eigentümer wurde die französische Großbank Société Générale (SG). Die SG entscheidet, das Autofinanzierungs- und Autoleasinggeschäft am Standort Hamburg zu bündeln. Die GEFA ihrerseits verkaufte ihre Anteile an der BDK an die ALD Autoleasing D GmbH. Im Jahr 2003 wurde der Sitz der BDK von Wuppertal nach Hamburg verlegt.
Die Société Générale trennte das Flottengeschäft der ALD Autoleasing D vom Handels- und Endkundengeschäft. So wurde im Jahr 2005 die ALD Lease Finanz GmbH gegründet. Sie übernahm das Leasinggeschäft der BDK für Handels- und Endkunden. Das Flottengeschäft wird durch die ALD Autoleasing D GmbH unter der Marke ALD Automotive betreut. Die BDK zeichnet weiter für das Finanzierungsgeschäft verantwortlich.
2017 erreichte die BDK in der Kategorie „Unabhängige Autobanken“ den 1. Platz im „Autohaus-Bankenmonitor“.

## Ausrichtung und Produkte
Die BDK ist der Finanzierungs- und Leasingpartner des Zentralverbandes Deutsches Kraftfahrzeuggewerbe e. V. und des Zentralverbandes des Kraftfahrzeughandwerks sowie der Beteiligungsgesellschaft des Kfz-Gewerbes. Die Bank führt das Logo des Kfz-Gewerbes, den Kreis mit dem stilisierten Auto und dem Schriftzug „KRAFTFAHRZEUG GEWERBE“. Die Produkte sind im Rahmen des Allfinanzkonzepts in vier Produktbereiche unterteilt und setzen sich aus Fahrzeugfinanzierung, Fahrzeugleasing, Händlerrefinanzierung (Einkaufsfinanzierung) und Versicherungen sowie weiteren Serviceleistungen zusammen. Der Vertrieb der Produkte für Verbraucher erfolgt nicht direkt durch die Bank, sondern indirekt durch die Verkaufsberater im Autohaus. Die Abwicklung der Leasingverträge und der Services im Leasing erfolgt über die ALD Lease Finanz GmbH.

## Gesellschafter
Die BDK ist eine Gesellschaft mit beschränkter Haftung. Ihre Gesellschafter sind die ALD Lease Finanz GmbH, Hamburg (99,9 % des Grundkapitals; 90 % der Stimmrechte), die Beteiligungsgesellschaft des Kfz-Gewerbes mbH, Bonn (6,94 % der Stimmrechte) und die TECHNO Versicherungsdienst GmbH, Nürnberg (3,06 % der Stimmrechte). Die BDK ist über die ALD Lease Finanz GmbH bzw. deren Muttergesellschaft, der Société Générale, Teil des Konzernverbunds der französischen Bank, die zu den größten Banken Europas gehört. Die Beteiligungsgesellschaft des Kfz-Gewerbes mbH gehört dem Zentralverband des Deutschen Kraftfahrzeuggewerbes e. V., die TECHNO Versicherungsdienst GmbH ist mehrheitlich der Nürnberger Versicherung zugehörig.